# Měšťanský dům čp. 418 (Javorník)
Měšťanský dům č. p. 418 se nachází na ulici Míru mezi domy 417 a 419 v Javorníku v okrese Jeseník. Dům je kulturní památkou ČR a je součástí městské památkové zóny Javorník.

## Historie
Měšťanský dům byl postaven před rokem 1373, kdy je poprvé zmiňován jako součást městské středověké zástavby. V průběhu let byl poškozen při různých katastrofách i v roce 1428, kdy město Javorník dobyli husité. Byl přestavován po požárech (1576, 1603, v roce 1825 bylo zničeno 104 domů) a povodních. V roce 1843 byla majitelem rodina Oehlová. V roce 1945 dům patřil obchodníkovi Herbertu Pohlovi. V roce 1999 byla provedena úprava parteru a fasády.

## Popis
Dům č. p. 418 je empírová řadová dvoupatrová čtyřosá podsklepená stavba postavená z cihel. Uliční fasáda je hladká s naznačeným kvádrováním, je členěna kordonovými římsami a korunní profilovanou římsou s konzolkami. V přízemí v první a třetí ose zleva jsou prolomeny vchody s půlkulatými záklenky. V druhé a čtvrté ose výkladní skříně s půlkulatými záklenky. Nad okny prvního a druhého patra jsou nadokenní návojové římsy s konzolkami. Střecha je sedlová. Místnosti v přízemí a v patře mají ploché stropy.